# Liga Deportiva Universitaria de Quito Femenino
Guerreras Albas es un club deportivo ecuatoriano originario de la ciudad de Quito. Es el equipo matriz del club masculino Liga Deportiva Universitaria.
Participa en la Primera División desde 2019 en la Súperliga Femenina de Ecuador.

## Estadio
Asimismo, el Estadio Rodrigo Paz Delgado es sede del equipo femenino donde disputa encuentros por el campeonato local. Dicho campo deportivo está ubicado en el sector de Ponceano de la ciudad de Quito, en la Av. John F. Kennedy y Gustavo Lemos. El estadio tiene una capacidad para 41 575 personas reglamentariamente, por lo que es el segundo más grande del Ecuador.

## Datos del club
- Última actualización: 11 de septiembre de 2021.
- Temporadas en Súperliga Femenina de Ecuador: 4 (2019, 2020,2021,2022).
- Mejor puesto en la liga: 4º (2020, 2021).
- Mayor goleada conseguida:
  - En campeonatos nacionales: 9-0 contra Deportivo Santo Domingo (17 de julio de 2019).
  - En torneos internacionales: 2-3 contra Formas Íntimas (18 de noviembre de 2011).
- Mayor goleada recibida:
  - En campeonatos nacionales: 0-3 ante El Nacional, Club Ñañas y Deportivo Cuenca (12 de junio, 22 de junio y 31 de agosto de 2019 respectivamente).
  - En torneos internacionales: 2-4 ante Boca Juniors (21 de noviembre de 2011.)
- Máxima goleadora histórica:
- Máxima goleadora en torneos nacionales:
- Máxima goleadora en torneos internacionales: Mónica Quinteros  (3 goles).
- Primer partido en torneos nacionales:
  - Quito F. C. 0 - 0 LDU Femenino (28 de abril de 2019 en el Estadio Olímpico de Ibarra).
- Primer partido en torneos internacionales:
  - São José EC Femenino 2 - 0 LDU Femenino (15 de noviembre de 2011 en el Estadio Municipal Dr. Mario Martins Pereira).

### Resumen estadístico
| Competición                    | Part | PJ  | PG | PE | PP | GF  | GC  | DG   | PTS | Mejor resultado |
| ------------------------------ | ---- | --- | -- | -- | -- | --- | --- | ---- | --- | --------------- |
| Torneos nacionales             |      |     |    |    |    |     |     |      |     |                 |
| Súperliga Femenina de Ecuador  | 6    | 104 | 60 | 14 | 30 | 238 | 116 | +122 | 194 | Semifinal       |
| Torneos internacionales        |      |     |    |    |    |     |     |      |     |                 |
| Conmebol Libertadores Femenina | 1    | 3   | 1  | 0  | 2  | 5   | 8   | -3   | 3   | Fase de grupos  |
| Total                          | 7    | 107 | 61 | 14 | 35 | 307 | 124 | +183 | 197 |                 |

## Jugadoras

### Plantilla 2021
- Actualizado el día de mes de año.

## Estadísticas

### Campeonato ecuatoriano
- Última actualización: 26 de marzo de 2023.

| Torneo    | Posición | PJ | PG | PE | PP | GF | GC | DIF | PTS | Goleador                     |
| --------- | -------- | -- | -- | -- | -- | -- | -- | --- | --- | ---------------------------- |
| Liga 2019 | 5.°      | 22 | 11 | 5  | 6  | 44 | 24 | +20 | 38  |                              |
| Liga 2020 | 4.°      | 10 | 6  | 1  | 3  | 20 | 12 | +8  | 19  |                              |
| Liga 2021 | 4.°      | 14 | 7  | 2  | 5  | 26 | 14 | +12 | 23  | Arella Agnalt con 7 goles    |
| Liga 2022 | 5.°      | 16 | 9  | 1  | 6  | 38 | 16 | +22 | 28  | Joselyn Espinoza con 7 goles |

## Palmarés

### Títulos nacionales
| Competiciones nacionales          | Títulos | Subcampeonatos |
| --------------------------------- | ------- | -------------- |
| Súperliga Femenina de Ecuador (0) | .       | .              |